# Халифат
Халифатът (на арабски: خلافة, хилāфа) е монархическа форма на управление (първоначално изборна, а по-късно абсолютна), възникнала през VII в. в Арабия, чиято политическа идентичност се основава на претенцията за наследяване на ислямската държава на Мохамед и определянето на монарх, наречен халиф, като негов наследник и приемник. Титлата халиф, която е еквивалентна на титли като цар, крал и хан в други части на света, е довела до множество граждански войни, сектантски конфликти и паралелни регионални халифати.
Има различие по този въпрос при двете най-големи ислямски деноминации – според сунитите халифът се избира от народа или от негови представители, а според шиитите халифът е имам, избран от тъй наречения „Ахал ал-бейт“ (рода на Пророка). Това е единствената форма на управление, която е получила пълно одобрение от традиционната ислямска теология и е главната политическа концепция на сунитския ислям по общото мнение на мюсюлманското мнозинство през ранните векове.
През средновековния период се сменят три големи халифата: Праведен халифат (632-661 г.), Омаядски халифат (661-750 г.) и Абасидски халифат (750-1517 г.). В четвъртия голям халифат, Османския халифат, владетелите на Османската империя претендират за халифска власт от 1517 г. до официалното премахване на Османския халифат като част от секуларизацията на Турция през 1924 г. Опит за запазване на титлата е направен с Шарифския халифат, но този халифат бързо пада, оставяйки претенцията в неактивност.

## История
Халифът – държавният глава на всички мюсюлмани, често е наричан „Предводител на правоверните“ (Амир ал-Му'минин). Всяка съставна за халифата държава или провинция (султанат, вилает или емирство) има местен владетел (султан, валия или емир). „Дар ал-ислям“ (Дом на исляма) се нарича всяка страна под управлението на халифата, включително страните, населени от немюсюлмани; страна извън управлението на халифата се нарича „Дар ал-харб“ (Дом на неверието), дори ако нейните жители са мюсюлмани, защото не са граждани по мюсюлманското право.

### Основаване на халифата
След смъртта Мохамед столица на халифата е Медина. В мюсюлманската история понякога се срещат съперничещи си претенденти халифи в различни части на мюсюлманския свят, както и разделение между шиитските и сунитските части. Първите четирима халифи, известни като Праведни, „Рашидуни“ са последователите на Мохамед Абу Бакр, Омар, Усман и Али. В резултат от по-късно настъпилите междуособици шиитите считат Али за първия наистина законен халиф, макар да признават, че Али е наследил своите предшественици.
След първите 4 халифа халифатът се оспорва и управлява от династиите на Омеядите, Абасидите а за относително кратки периоди – от други съперничещи си династии в Ал-Андалус, Северна Африка и Египет. Кралете на Мароко продължават да се титулуват „Предводител на правоверните“ за мароканците, но не предявяват никакви претенции за халифат.

### Рашидун
Абу Бакр, първият наследник на Мохамед, определя Омар за свой наследник на смъртното си легло, а в мюсюлманския свят още цари единомислие за избора му. Омар ибн Хатаб, вторият халиф, е убит от роб. Наследникът му, Осман ибн Афан е избран от съвет, но скоро е възприет само като емир, вместо като избран предводител. Осман е убит от бунтовници. След него Али ибн Абу Талиб поема властта и въпреки че е много популярен, по негово време избухват въстания и след пет години управление Али е убит в Наджаф. Този период е известен като Първа фитна или първата ислямска гражданска война.

### Омаяди (661 – 750)
Бану Умая идват на власт в Дамаск след спорен арбитраж, поставил в неизгодна позиция имам Али. Омеядите традиционно поддържат мирни вътрешнополитически и военни външнополитически отношения с другите вероизповедания в Средиземноморието и Средна Азия. Това осигурява максималното разширение на Арабския халифат, който се простира от Атлантическия до Индийския океан.
Омаядите управляват ислямската теокрация близо 80 години преди да бъдат отхвърлени от ново въстание.

#### Халифат в Испания (929 – 1492)
Дамаският халифат на Омаядите е свален, а оцелелите членове на династията бягат на запад. В Андалусия те основават независимото Кордовско емирство, по-късно еволюирало в халифат – претендент за загубеното на изток господарско достойнство. Алмохадите и Алморавидите в Кордова запазват омаядските вътрешно- и външнополитически традиции до 1492, и като резултат оставят съществен културно-исторически отпечатък върху Пиренейския полуостров.

### Абасиди (750 – 1517)
Абасидите въстават и отхвърлят омаядския халифат, и основават свой със седалище в Багдад. Те консолидират ислямското право и държавно устройство, продължавайки строителните и стопански традиции на предшествениците си. Монголските нашествия прогонват Абасидите от столицата им и въпреки че те остават на политическата сцена до 1517, ролята им е само фигуративна, което създава още претенденти за Халифата.

#### Фатимиди (909 – 1171)
Фатимидите в Египет основават първият шиитски халифат в ислямския свят. Те създават професионална армия от тюрки-военнопленници, превърнала се във военно-политическото съсловие на Мамелюците. Последните започват да се разпореждат в Египет до кампанията на Наполеон.

### Османски халифат (1517 – 1924)
Османските султани Мехмед II и Селим Явуз изразяват най-силната претенция за халифата – тази на Османската империя. След Мудроското примирие ролята на османците като халифи постепенно отмира с последния церемониален халиф Абдул Меджид II през 1924.

### Халифатско движение, 1920
Първият опит за възстановяване на Халифата датира от период, когато той все още не е отменен напълно. Развива се като панислямска кампания на политически протест в Британска колониална Индия.